# Nederlander Organization
La Nederlander Organization est l'un des plus grands opérateurs de salles de théâtres et de concert aux États-Unis. Elle a été fondée en 1912 par David T. Nederlander à Detroit, et depuis son siège est à New York.
L'organisation s'est agrandie pour inclure neuf théâtres de Broadway, ce qui en fait le second plus grand propriétaire de théâtres de Broadway après la Shubert Organization, plusieurs théâtres à travers les États-Unis, dont cinq à Chicago, mais aussi trois théâtres du West End à Londres.

## Historique

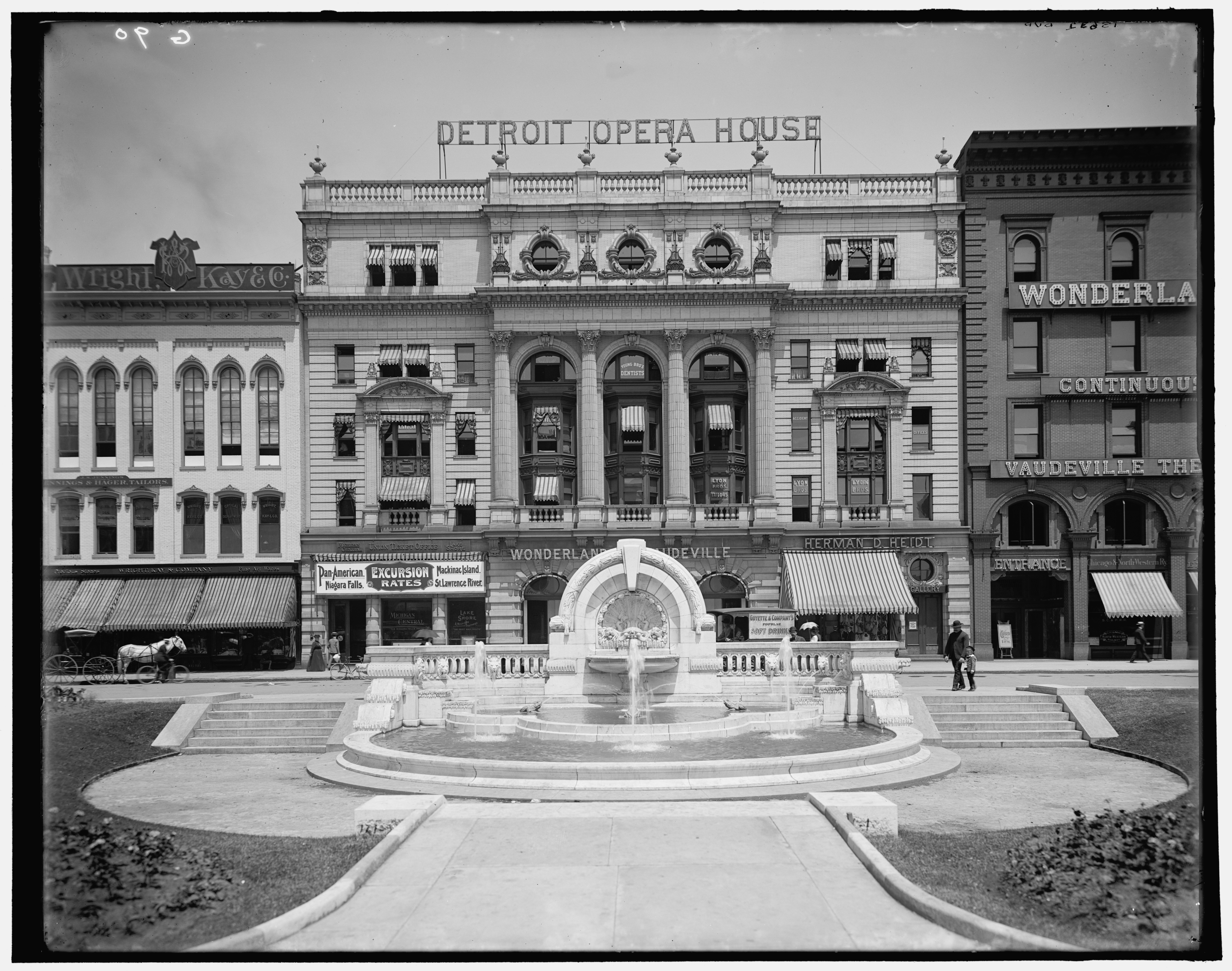
Le Detroit Opera House en 1906.

La première acquisition de David T. Nederlander est selon le site officiel de l'entreprise un bail pour l'Opéra de Détroit en 1912.
Toutefois la presse locale ne mentionne pas cette transaction en 1912. Le Detroit Free Press et le Lansing State Journal mentionne en date du 3 octobre 1919 qu'après plusieurs mois de négociations menées par Ransom Eli Olds, David T. Nederlander acquiert pour 10 000 USD annuel un bail de 99 ans auprès de la Shubert Organization pour gérer la Detroit Opera House, un édifice de 30 m de large sur le Campus Martius (en),. Plusieurs publicités autour de 1910 concernent un vendeur de tapis orientaux nommé David Nederlander.
Après la démolition du bâtiment en 1928. Il exploite plus tard le Shubert Lafayette Theatre jusqu'à sa démolition en 1964 et le Riviera Theatre, tous deux à Détroit.
Le 30 septembre 1961, la société ouvre le Fischer Theater à Détroit, avec le spectacle The Gay Life (en) d'Arthur Schwartz, salle de 3,5 millions d'USD,, ouverte au sein du Fisher Building.
Le 15 avril 2021, la Nederlander vends le Fischer Theater de Détroit au groupe britannique Ambassador Theatre Group (en).

### Actions légales et controverses
En 1993, le Orange County Fair Board a acheté les 30 années restantes du bail de 40 ans de Nederlander sur l'amphithéâtre du Pacifique pour 12,5 millions de dollars. Le conseil d'administration a intenté une action contre Nederlander en 1995, affirmant que l'organisation avait placé des clauses restrictives dans le contrat de vente qui rendaient le lieu inutilisable et l'empêchaient donc de concurrencer le théâtre grec et l'étang Arrowhead à proximité.
En janvier 2014, Nederlander a réglé un litige avec le bureau du procureur des États-Unis à New York pour violation de la loi sur les Américains handicapés. En vertu du décret de consentement, Nederlander a accepté d'apporter des modifications dans les trois ans à neuf de ses cinémas à New York pour les rendre plus accessibles et de payer une amende de 45 000 $. L'affaire faisait partie d'une série déposée par le procureur américain contre un certain nombre de lieux publics de la ville.
Selon le site Internet de la Commission électorale fédérale, les 30 juin et 7 juillet 2016, les Neerlander ont fait un don de 160 000 $ à la campagne de Donald Trump, Donald Trump PACS et le Comité national républicain, plus que tout autre candidat politique auquel ils avaient donné au cours des trois dernières élections présidentielles.

## Lieux actuels

### Théâtres de Broadway
- Théâtre Gershwin
- Théâtre Lena Horne
- Théâtre Lunt-Fontanne
- Théâtre du Marquis
- Théâtre de Minskoff
- Théâtre Néerlandais
- Théâtre du Palais
- Théâtre Richard Rodgers
- Théâtre Neil Simon

### Théâtres du West End
- Adelphi Theatre (en copropriété avec Andrew Lloyd Webber 's LW Theatres )
- Théâtre d'Aldwych
- Théâtre du Dominion

### Théâtres de Chicago
- Auditorium Theatre (droits de réservation, propriété de l'Université Roosevelt )
- Théâtre de Broadway à Water Tower Place
- Théâtre Cadillac Palace
- Théâtre CIBC
- Théâtre Néerlandais

### Autres sites américains
- Centennial Hall – sous contrat avec l'Université de l'Arizona, Tucson
- Le bosquet d'Anaheim – Anaheim, Californie
- Théâtre Pantages – Los Angeles
- Théâtre Balboa – San Diego
- Théâtre civique – San Diego
- Centre des arts de la scène de – San Jose, Californie
- Auditorium civique de San Jose – San Jose, Californie
- Bol Santa Barbara – Santa Barbara, Californie
- Durham Performing Arts Center – Durham, Caroline du Nord
- Steven Tanger Center for the Performing Arts – Greensboro, Caroline du Nord
- North Charleston Performing Arts Center – North Charleston, Caroline du Sud [11]
- Heritage Bank Center – Cincinnati, Ohio et son locataire, l'équipe de hockey professionnel Cincinnati Cyclones

## Anciens lieux

### Anciens théâtres de Broadway
- Théâtre Biltmore (vendu)[12]
- Théâtre Henry Miller (vendu) [13]
- Théâtre Mark Hellinger (vendu)
- Nouveau théâtre d'Amsterdam (vendu)

### D'autres anciens lieux
- Alpine Valley Music Theatre – East Troy, Wisconsin (vendu)
- Arie Crown Theatre – Chicago (1977-1986; contrat terminé) [14],[15]
- Arrowhead Pond – Anaheim, Californie 1994-2004 [16] (contrat de gestion terminé) [17]
- Birmingham Theatre – Birmingham, Michigan (vendu et redevenu cinéma)
- Bogart's – Cincinnati (vendu)
- Pavillon Concord – Concord, Californie (contrat de gestion terminé)
- Curran Theatre – San Francisco (maintenant exploité par Carole Shorenstein Hays )
- Opéra de Détroit – Détroit ; détenu et exploité par Michigan Opera Theatre (intérêt vendu en avril 2021) [8]
- Fisher Theatre – Detroit (vendu en avril 2021) [8]
- Fox Tucson Theatre – Tucson, Arizona (changement de lieu)
- Fox Theatre – San Diego (contrat de gestion terminé)
- Golden Gate Theatre – San Francisco (vendu en avril 2021)
- Théâtre grec – Los Angeles (contrat terminé en 2015)
- Masonic Theatre – Detroit (contrat de gestion terminé)
- McVickers Theatre – Chicago [18]
- Pavillon Merriweather Post – Columbia, Maryland (vendu)
- Morris A. Mechanic Theatre – Baltimore (fermé)
- Théâtre national – Washington, DC (1970-1982) [19]
- New World Music Theatre – Tinley Park, Illinois (vendu)
- Orpheum Theatre – San Francisco (vendu en avril 2021)
- Pacific Amphitheatre – Costa Mesa, Californie (contrat de gestion vendu)
- Palais Ouest – Phénix [18]
- Pine Knob Music Theatre – Clarkston, Michigan (vendu)
- Poplar Creek Music Theatre – Hoffman Estates, Illinois (vendu et démoli)
- Riverbend Music Center – Cincinnati (réservation uniquement, 1984-1999, vendu) [20]
- Fox Performing Arts Center – Riverside, Californie (contrat terminé) [21]
- Théâtre Grand Riviera – Détroit (fermé puis démoli)
- Théâtre Shubert Lafayette – Détroit (démoli)
- Théâtre Studebaker – Chicago [18],[22]
- Target Center – Minneapolis (co-géré 2004-2007)
- Théâtre Taft – Cincinnati (vendu)
- Tucson Music Hall – Tucson (contrat de gestion terminé)
- Wang Theatre – Boston (1982-1984; contrat terminé) [23]
- Wilshire Theatre – Beverly Hills, Californie (1981-1989; contrat terminé)[24].

## Galerie

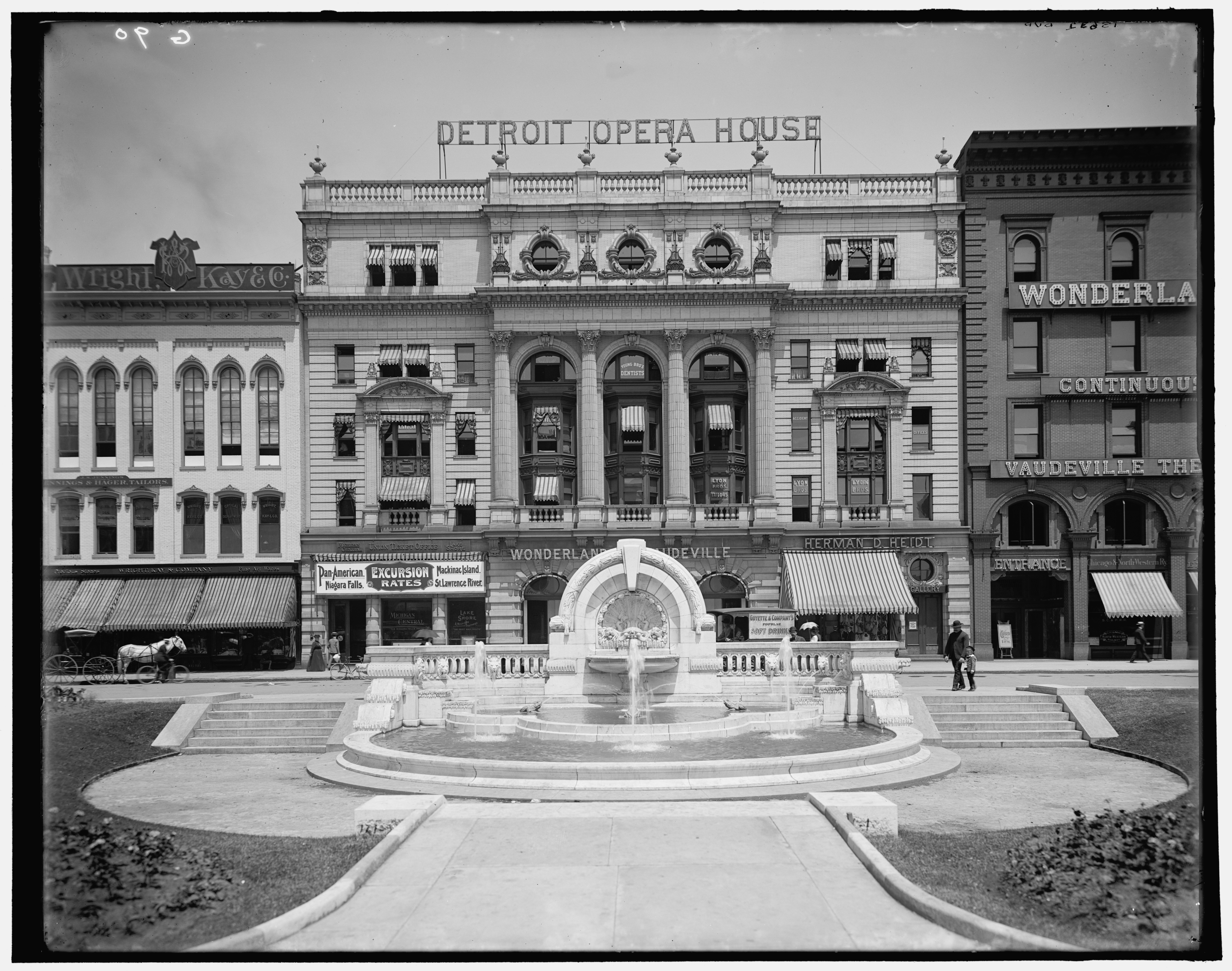
Ancien opéra de Détroit v. 1905
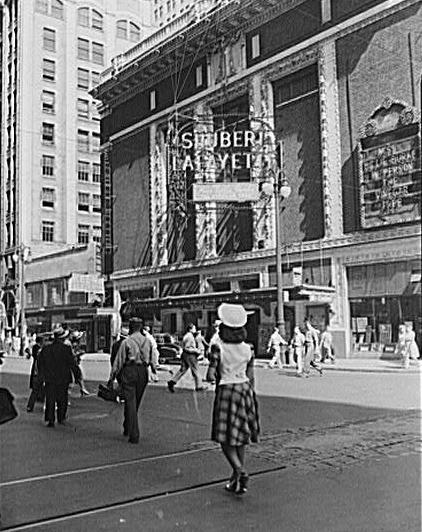
Shubert Lafayette en juillet 1942
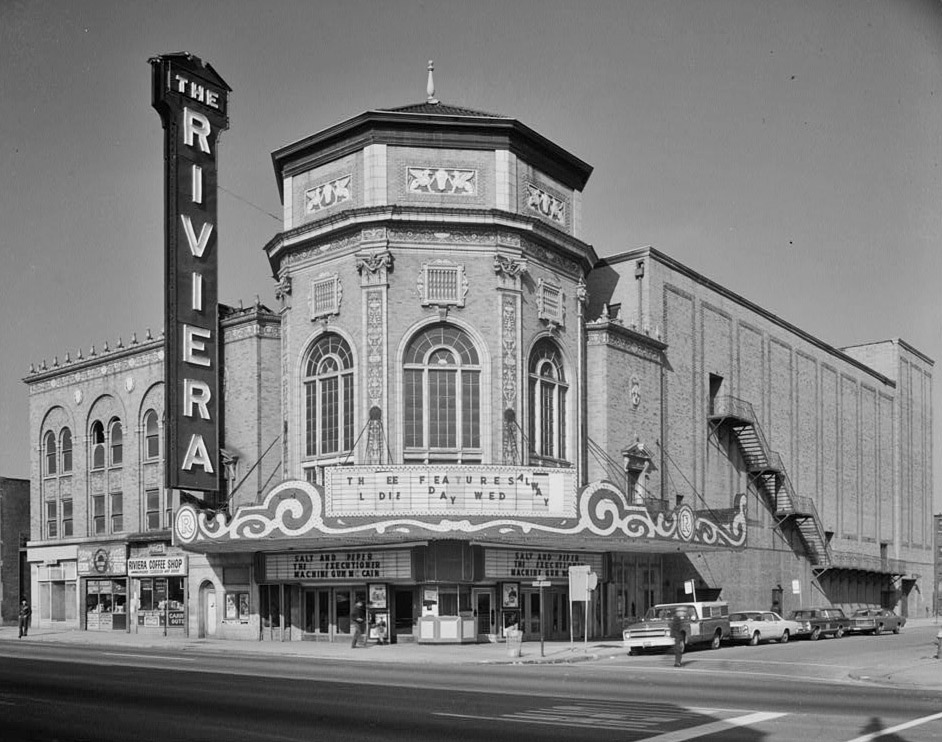
Théâtre Grand Riviera à Détroit vers 1970
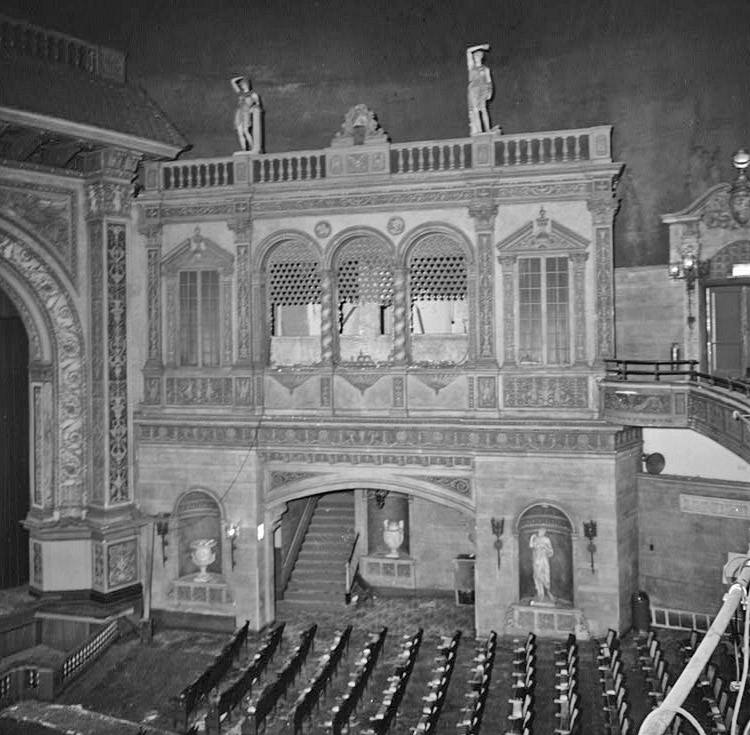
Auditorium Grand Riviera vers 1970